# Patrizia Cavalli
Patrizia Cavalli   (Todi, 17 d'abril de 1947 - Roma, 21 de juny de 2022) va ser una poetessa italiana.

## Biografia
Patrizia Cavalli va defensar una tesi dedicada a l'estètica de la música. Poeta, també és traductora, sobretot de Molière i Shakespeare. Des de 1968 viu a Roma.
L'any 1999, va guanyar el Premi de Poesia Viareggio per Sempre aperto teatro i, el 2006, el Premi Internacional de Poesia Pier Paolo Pasolini. Premi Betocchi - Città di Firenze 2017.

## Obres
- Le mie poesie non cambieranno il mondo, Einaudi, 1974.
- Il cielo, Einaudi, 1981.
- Poesia 1974-1992, Einaudi, 1992.
- L'io singolare proprio mio, Einaudi, 1999.
- Sempre aperto teatro, Einaudi, 1999.
- La Guardania, Nottetempo, 2004.
- Pigra divinità e pigra sorte, Enaudi, 2006.
- La Patria, Nottetempo, 2011.